# Vescheim
 Vescheim  es una comuna y población de Francia, en la región de Lorena, departamento de Mosela, en el distrito de Sarrebourg y cantón de Phalsbourg.
Su población en el censo de 1999 era de 228 habitantes.
Está integrada en la Communauté de communes du Pays de Phalsbourg .

## Demografía
| 210 | 186 | 180 | 185 | 197 | 228 |
| Para los censos de 1962 a 1999 la población legal corresponde a la población sin duplicidades (Fuente: INSEE [Consultar]) |     |     |     |     |     |